# Ritmo 70
Ritmo 70 fue un programa musical de Televisión española, emitido en la temporada 1969-1970, con realización de Pilar Miró en Madrid y José Joaquín Marroquí en Barcelona. La presentación fue de José María Íñigo en Madrid y de Pepe Palau desde Barcelona. La Dirección del programa fue de Enrique Martí Maqueda.

## Formato
Emitido los sábados en horario de sobremesa (14:30 – 15:00), se alternaba semanalmente entre Barcelona y Madrid. 